# Amt Freyburg
Das Amt Freyburg war eine im Thüringer Kreis gelegene Verwaltungseinheit des 1806 in ein Königreich umgewandelten Kurfürstentums Sachsen. Zwischen 1657 und 1746 gehörte das Amt zum albertinischen Sekundogenitur-Fürstentum Sachsen-Weißenfels.
Bis zur Abtretung an Preußen 1815 bildete es als sächsisches Amt den räumlichen Bezugspunkt für die Einforderung landesherrlicher Abgaben und Frondienste, für Polizei, Rechtsprechung und Heeresfolge.

## Geographische Lage
Das Amt Freyburg erstreckte sich von der Querfurter Platte mit dem Ziegelrodaer Forst im Norden bis zum Saale-Unstrut-Triasland im Süden. Es wurde von der unteren Unstrut bis zu ihrer Mündung durchflossen. Die Saale im Mündungsbereich von Unstrut und Wethau bildete die südliche Amtsgrenze. Einzig die unter der Gerichtsbarkeit des Amts Pforta stehenden Exklavenorte Almrich und Flemmingen lagen südlich der Saale. Ein weiterer Fluss im Gebiet war die Geisel im nordöstlichen Amtsgebiet. Aufgrund des Braunkohlenabbaus im Geiseltal wurden die ehemaligen Amtsorte östlich der Stadt Mücheln Mitte des 20. Jahrhunderts abgebaggert (devastiert). Über ihre Flur erstreckt sich heute der Geiseltalsee.
Das Amtsgebiet liegt heute im Süden des Landes Sachsen-Anhalt. Der Nordteil des ehemaligen Amts Freyburg gehört heute zum Saalekreis, der Südteil zum Burgenlandkreis.

## Angrenzende Verwaltungseinheiten
- Nordwesten: Amt Querfurt (1635 zum Kurfürstentum Sachsen, 1663–1764 zu Sachsen-Querfurt, ab 1764 zum Kurfürstentum Sachsen, ab 1806 zum Königreich Sachsen)
- Nordosten: hochstift-merseburgische Ämter Lauchstädt und Merseburg (Kurfürstentum Sachsen, 1656/57 bis 1738 zu Sachsen-Merseburg, ab 1806 zum Königreich Sachsen)
- Osten: Amt Weißenfels (Kurfürstentum Sachsen, 1656/57 bis 1746 zu Sachsen-Weißenfels, ab 1746 zum Kurfürstentum Sachsen, ab 1806 zum Königreich Sachsen)
- Süden: Schulamt Pforta und hochstift-naumburgisches Amt Naumburg (Kurfürstentum Sachsen, ab 1806 Königreich Sachsen)
- Westen: Ämter Eckartsberga, Amt Wendelstein und Exklave des Amts Pforta (Kurfürstentum Sachsen, ab 1806 Königreich Sachsen)

Die südlich gelegene Exklave Almrich/Flemmingen, die unter der Gerichtsbarkeit des kursächsischen Amts Pforta stand, grenzte im Westen und Norden an das Amt Pforta, im Osten an das hochstift-naumburgische Amt Naumburg und im Süden an den Nordteil des ernestinischen Kreisamts Eisenberg (1572 zum Herzogtum Sachsen-Weimar, 1603 zum Herzogtum Sachsen-Altenburg, 1672–1680 und ab 1707 zum Herzogtum Sachsen-Gotha-Altenburg, 1680–1707 zum Herzogtum Sachsen-Eisenberg).

## Geschichte
Das Gebiet um Freyburg an der Unstrut und Naumburg (Saale) gelangte kurz nach 1085 durch die Heirat mit Adelheid († 1110), der Witwe des ermordeten Pfalzgrafen Friedrich III. von Goseck, an Ludwig den Springer, der in Freyburg wenig später die Neue Burg anlegen ließ. Damit festigte er wesentlich seine neu errungene Position im Saale-Unstrut-Raum. Die Neuenburg ist somit eng verbunden mit der Geschichte der Ludowinger. Bis zum Aussterben des Geschlechtes 1247 war die Neuenburg eine wichtige, zeitweilig sogar die größte Burg der Landgrafen von Thüringen, einer der einflussreichsten Familien des Heiligen Römischen Reiches.
Nachdem die Neuenburg im Erbgang 1247 in den Besitz der Markgrafen von Meißen aus dem Geschlecht der Wettiner gekommen war, verlor sie zunächst beträchtlich an Bedeutung. 1349/50 erscheint das Amt als "districtus Nuenburgensis" im Lehnbuch Markgraf Friedrichs des Strengen von Meißen. Durch die Leipziger Teilung von 1485 kam der nördliche Teil Thüringens mit der Neuenburg, der Stadt und dem Amt Freyburg an die albertinische Linie des Hauses Wettin. Durch die Folge des Schmalkaldischen Krieges ging im Jahr 1547 die Kurwürde der Wettiner von den Ernestinern an die Albertiner über, wodurch das Amt Freyburg mit dem nord- und nordöstlichen Teil der ehemaligen Landgrafschaft Thüringen nun zum albertinischen Kurfürstentum Sachsen gehörte. Aufgrund der erforderlichen Neugliederung der kursächsischen Verwaltung wurde das Amt Freyburg dem „Niederen Distrikt“ des neu gebildeten Thüringer Kreises zugeordnet. Nachdem durch den Naumburger Vertrag 1554 das Kreisamt Eisenberg wieder den Ernestinern zugesprochen wurde, verblieben die beiden nördlichen Amtsorte Flemmingen und Altenburg (Almrich) beim Kurfürstentum Sachsen und wurden der hoheitlichen Verwaltung des Amts Freyburg unterstellt, von dem sie jedoch territorial getrennt lagen. Die Gerichtsbarkeit über die beiden Orte lag nach der Auflösung des Klosters Pforta seit 1543 jedoch beim albertinischen Amt Pforta.
Von 1656/57 bis 1746 war das Amt Teil des albertinischen Sekundogenitur-Fürstentums Sachsen-Weißenfels. Das Kurfürstentum Sachsen behielt sich jedoch die Aufsicht über die Schriftsassen in den der Sekundogenitur überlassenen Ämtern vor. Für die im Thüringischen Kreis gelegenen Ämter Weißenfels, Eckartsberga und Freyburg übernahm das bei der kursächsischen Hauptlinie verbliebene Amt Pforta diese Aufgabe.
Das Amt Freyburg zählte 68 unmittelbare Amtsdörfer, davon 39 mit Amtspatronat, 26 mit voller Gerichtshoheit des Amts; ferner 3 schriftsässige Städte (Freyburg, Laucha, Mücheln), 9 alte und 10 neue Kanzlei- und 19 Amtsschriftsassen. Eines der Amtsdörfer war wüst. 1664 zählten die 68 Amtsdörfer 1705 angesessene Mannschaften (einschließlich 160 Witwen) gegen 2594 vor dem Dreißigjährigen Krieg.
Das Amt Freyburg gehörte zu jenen Gebieten, die das ab 1806 bestehende Königreich Sachsen nach dem Wiener Kongress 1815
an das Königreich Preußen abtreten musste. In der so entstandenen preußischen Provinz Sachsen wurde das Amt endgültig 1821 aufgelöst. Die Aufgaben des Amtes Freyburg gingen an die Landratsämter Querfurt und Naumburg sowie an die neugebildeten preußischen Landgerichte über. Das älteste Amtserbbuch stammt aus dem Jahre 1589.

## Bestandteile
Städte
- Freyburg
- Laucha
- Mücheln
- Nebra

Amtsdörfer
| - Albersroda - Almsdorf - Altenroda - Balgstädt - Baumersroda - Bedra - Branderoda - Braunsdorf - Burgscheidungen - Cämmeritz - Calzendorf - Carsdorf - Crumpa - Dobichau - Dorndorf - Ebersroda - Eulau - Gehüfte - Geiselröhlitz - Gleina - Gölbitz | - Golzen - Goseck - Gräfendorf - Grockstädt - Gröst - Größnitz - Großwangen - Großwilsdorf - Jüdendorf - Kirchscheidungen - Kleineichstädt - Kleinwangen - Leiha - Liederstädt - Lützkendorf - Lunstädt - Markröhlitz - Möckerling - Müncheroda - Nahlendorf - Neumark | - Niedereichstädt - Niederschmon - Nißmitz - Obereichstädt - Oberschmon - Oberwünsch - Oechlitz - Pettstädt - Petzkendorf - Plößnitz - Pödelist - Pretitz - Reinsdorf - Roßbach - Sankt Micheln - Sankt Ulrich - Schleberoda - Schmirma - Schnellroda - Schortau - Spielberg | - Städten - Steigra - Stöbnitz - Thalwinkel - Tröbsdorf - Vitzenburg - Weischütz - Weißenschirmbach - Wenden - Wennungen - Wernsdorf - Wetzendorf - Wippach - Zeuchfeld - Zingst - Zöbigker - Zorbau - Zscheiplitz - Zützschdorf |

Amtsdörfer (anteilig)
- Altenburg (Almrich) (Exklave; Flur seit 1554, Gerichtsbarkeit liegt beim Amt Pforta)
- Flemmingen (Exklave; Flur seit 1554, Gerichtsbarkeit liegt beim Amt Pforta)
- Großjena (Gerichtsbarkeit liegt beim Amt Naumburg)
- Kleinjena (Gerichtsbarkeit liegt beim Amt Naumburg)
- Kleinkayna (anderer Anteil gehört ins Amt Weißenfels)
- Kleinwilsdorf (2 Häuser vollständig zum Amt Freyburg, die anderen stehen unter der Gerichtsbarkeit des Amts Naumburg)[4]
- Krawinkel (anderer Anteil gehört ins Amt Eckartsberga)
- Schellsitz (Gerichtsbarkeit liegt beim Amt Naumburg)

Burgen und Schlösser
- Schloss Neuenburg (in Freyburg)
- Schloss Burgscheidungen
- Schloss Goseck
- Burg Mücheln
- Schloss Nebra
- Wasserschloss St. Ulrich
- Burg Vitzenburg

Rittergüter
| - Balgstädt - Baumersroda - Bedra - Branderoda - Eptingen | - Geiselröhlitz (4 Rittergüter) - Goseck - Großjena - Kirchscheidungen - Nebra | - Oberwünsch - St. Ulrich - Vitzenburg - Zingst - Zöbikger |

Vorwerke
- Birkigt
- Rödel
- Toppendorf

Wüstungen
- Bündorf und Ziegendorf[5] (bei Möckerling)
- Bünisdorf, auch Pinsdorf (bei Carsdorf)
- Burckerßroda (bei Albersroda)
- Duppadel, gehört in die Dörfer Schmerna, Stobenitz, Eptingen und Möckerling
- Ehrau, östlich von Freyburg, heute noch Ehrauberge bekannt
- Fitzendorpf (bei Weischütz)
- Othmaritz (bei Schellsitz)
- Petersroda, Burghardsroda, Harterode (bei Ebersroda)
- Warta (bei Golzen)
- Zaasdorf (bei Wernsdorf)[6]

## Personen mit Verwaltungsaufgaben im Amt

### Schriftsassen
- Besitzer von Bedra: 1589 von Taubenheim
  - Braunsdorf
  - Leiha
  - Schortau
- Besitzer von Vitzenburg: 1589 von Lichtenhain
  - Kleinwangen
  - Liederstädt
  - Pretitz
  - Kleineichstädt
  - Krautdorf (?)
- Besitzer von Kirchscheidungen: 1589 von Rockhausen
  - Golzen mit der Wüstung Warta
  - Plößnitz
  - Krawinkel
  - Dorndorf und Schleberoda – Einwohner beider Dörfer sind Amtssassen
- Besitzer von Weischütz: 1589 von Thuna
- Besitzer von Burgscheidungen: 1589 von Wiehe
  - Wennungen
  - Thalwinkel
  - Tröbsdorf
- Besitzer von Goseck: 1589 David Pfeiffer und Wolfgang Eulenbeck
  - Großwilsdorf
  - Dobichau (nur den 3. Teil an den Obergerichten)

### Amtshauptmänner
- Kirsten/Christian von Hain/Hayn, Amtmann zu Freyburg und Weißenfels (urkl. 1444–1451)
- Heinrich von Brandenstein (urkl. 1468–1469), Amtmann zu Freyburg und Weißenfels
- Otto von Scheiding († 1476)
- Hans von Knaut († 1480)
- Hans von Werthern (urkl. 1484–1492, † 1533)
- Christoph von Taubenheim (urkl. 1499–1532 † 1536), herzoglich sächsischer Rat und Amtmann (Hauptmann) zu Freyburg und Eckartsberga
- Andreas von Minckwitz (urkl. 1536)
- Phillipp von Reipitz († 1537)
- Andreas Pflug (urkl. 1540, 1548), Amtmann zu Freyburg, Eckartsberga und Weißenfels, Bruder des Naumburger Bischofs Julius Pflug
- Ernst von Bebessen (Bebensee) (urkl. 1551 bis 1558). In der Stadtkirche von Freyburg befindet sich sein Epitaph.
- Ulrich von Knaut († 1560)
- Burkhard Schenk zu Tautenburg (urkl. 1601, † 1605), kursächsischer Rat und Oberhauptmann von Freyburg und Eckartsberga
- Georg von Nißmitz 1606/1632 († 1654), Amtshauptmann in Freyburg und Eckartsberga
- Heinrich Christoph Naso (1614–1666), Amtshauptmann in Freyburg und Eckartsberga
- Haubold Heinrich von Starschedel (1650–1701), Amtshauptmann in Freyburg und Eckartsberga
- Johann Jacob von Hanewald (urkl. 1702)
- Adolph Magnus von Hoym († 1723)
- Christian Gottfried von Rockhausen († 1735), kgl.-poln. u. kurfürstlich-sächs. Leutnant zu Fuß und sächsischer Amtshauptmann des Freyburgischen Bezirks
- Levin Friedrich III. von der Schulenburg († 1739)
- Georg Friedrich von Rockhausen († 1751)
- Johann Justus Leser (urkl. 1744)
- Wilhelm Christian von dem Bussche (1756–1817)

### Amtsschösser bzw. Amtmänner
- Melchior Francke, 1589
- Christian Berger, 1657/61
- Friedrich Heinrich Berger, 1709/11
- Wilhelm August Carl Slevogt (1709–1767)